# Metalación orto-dirigida
La orto-metalación dirigida o metalación orto-dirigida es una adaptación de la sustitución electrófila aromática en la que los electrófilos se unen exclusivamente a la posición orto de un grupo director (DMG, del inglés, Direct Metalation Group) a través de un intermediario que consiste en un compuesto de organometálico aromático (un metalociclo aromático). La orto-metalación se da por interacción del metal con un heteroátomo. Algunos ejemplos son el grupo metoxi, un grupo amino terciario y un grupo amida.
El principio general se describe en el esquema anterior. Un sistema de anillo aromático con un grupo director DMG (molécula 1) interactúa con un alquil litio ((R-Li)n), como el n-butil litio, formándose el intermedio 2 donde el heteroátomo del DMG actúa como una base de Lewis y el litio como ácido de Lewis. El alquil litio es muy básico, por lo que desprotona el anillo en la posición orto más cercana, formando el metalociclo de aril-litio 3, mediante una reacción ácido-base. Un electrófilo reacciona en la siguiente fase en una sustitución electrófila aromática con una fuerte preferencia por la posición ipso de litio que reemplaza al átomo metálico.
Las sustituciones electrofílicas ordinarias con un grupo activador muestran preferencia tanto para la posición orto como para,  mientras que esta reacción demuestra una mayor regioselectividad porque solo la posición orto está dirigida.
Henry Gilman y Georg Wittig reportaron de forma independiente este tipo de reacción alrededor de 1940.